# إلمر كيلتون
إلمر كيلتون (بالإنجليزية: Elmer Kelton) (29 أبريل 1926، مقاطعة أندروز في الولايات المتحدة - 22 أغسطس 2009، سان أنجيلو في الولايات المتحدة)؛ كاتب، صحفي وروائي أمريكي. درس في جامعة تكساس في أوستن.

## روابط خارجية
- إلمر كيلتون على موقع إن إن دي بي (الإنجليزية)